# 藤野かほる
藤野 かほる（ふじの かおる、1972年5月21日 - ）は、日本の女性声優。東京都出身。

## 経歴
所属はアーツビジョン→フリー。
アーツビジョン付属日本ナレーション演技研究所出身で、同じ在籍者だった椎名へきる、手塚ちはる、矢沢ゆめるとアイドルグループクリスタル・Aを結成していた。
趣味は映画鑑賞、読書。特技はクラシックバレエ、イラスト。小学校教諭2種免許、幼稚園教諭2種免許。

## 出演
太字はメインキャラクター。

### テレビアニメ
- 愛天使伝説ウェディングピーチ（1995年、女の子）
- スレイヤーズNEXT（1996年、ネネ、女の子）
- 超魔神英雄伝ワタル（1997年、シーコ）
- サイボーグクロちゃん（1999年、ピーちゃん）

### 劇場アニメ
- 餓狼伝説 -THE MOTION PICTURE-（1994年、キム・ドンファン）

### OVA
- 生命の科学ミクロパトロール（1991年、プシ）
- その気にさせてよmyマイ舞（1993年、伝法寺愛）
- 銀河お嬢様伝説ユナ〜哀しみのセイレーン〜（1995年、闘魂のマミ）
- 美少女遊撃隊バトルスキッパー（1995年、聖イグナチオ女学院四天王）
- 銀河お嬢様伝説ユナ〜深闇のフェアリィ〜（1996年、闘魂のマミ）
- 紺碧の艦隊（1999年、看護婦）

### ゲーム
1995年
- 銀河お嬢様伝説ユナ2 永遠のプリンセス（闘魂のマミ）
- メタルファイター・MIKU（キューティーキャンディ）

1996年
- トゥルー・ラブストーリー（広瀬のぞみ）
- ワルキューレの伝説 外伝 ローザの冒険（フェアリーズD）

1997年
- 機動戦士Ζガンダム（ライラ・ミラ・ライラ）
- 銀河お嬢様伝説ユナ3 LIGHTNING ANGEL（闘魂のマミ）
- クリティカルブロウ（マオ・シェリン）
- ストリートファイターIII（エレナ）
- ストリートファイターIII 2nd IMPACT（エレナ）
- 同級生2（西御寺静乃）
- どきどきシャッターチャンス★〜恋のパズルを組み立てて〜（園浦可奈莉）
- バーチャル飛龍の拳（ミンミン 他）

1998年
- クリスタルクラス 王立聖ファリア女学園 水晶組（エレナ、ミリイナ）
- 個人教授（穂高遥）
- 少女革命ウテナ いつか革命される物語（主人公）
- ツアーパーティー 卒業旅行にいこう（涼風友紀）
- MARVEL VS. CAPCOM CLASH OF SUPER HEROES（ロックマン、ロール）
- マール王国の人形姫（コルネット・エスポワール）

1999年
- リトルプリンセス マール王国の人形姫2（コルネット・エスポワール、ニャンニャン）

2000年
- MARVEL VS. CAPCOM 2 NEW AGE OF HEROES（ロックマン、ロール）
- 天使のプレゼント マール王国物語（コルネット・エスポワール、ニャンニャン）

### ドラマCD
- 花のあすか組!（1991年 - 1992年、春日） - 全2枚
- KIRARA オリジナルアルバム（1996年、エイミー）
- 魔神英雄伝ワタル外伝 CDシネマ ピュアピュアヒミコ 第一巻 - 第四巻（1996年 - 1997年、サイコ）
- 大人の問題（1998年、海老みどり）
- ツアーパーティー 卒業旅行にいこう ドラマCD（1998年、涼風友紀）
- ボイスシアターシリーズ (7) ぺ天使がゆく（1999年）

### 吹き替え
- ダイアリー 2 アンナの悦び

### ラジオドラマ
- 魔神英雄伝ワタル外伝 ピュアピュアヒミコ（1996年、サイコ）

### テレビ番組
- 声♥遊倶楽部（1995年、テレビ東京）「るるる」のメンバーの一人

### CM
- 大正製薬ゼナ（TV-CF）

## ディスコグラフィ

### キャラクターソング
| 発売日   | 商品名                                                                  | 歌                                            | 楽曲                | 備考                                     |
| 1997年   | 1997年                                                                  | 1997年                                        | 1997年              | 1997年                                   |
| -------- | ----------------------------------------------------------------------- | --------------------------------------------- | ------------------- | ---------------------------------------- |
| 1月22日  | トゥルー・ラブストーリー イメージアルバム メモリアル ソングス           | 広瀬のぞみ（藤野かほる）                      | 「恋はあせらず」    | ゲーム『トゥルー・ラブストーリー』関連曲 |
| 11月21日 | トゥルー・ラブストーリー ボーカルコレクション Vol.1                     | 広瀬のぞみ（藤野かほる）                      | 「兄妹?親友?恋人?」 | ゲーム『トゥルー・ラブストーリー』関連曲 |
| 1998年   |                                                                         |                                               |                     |                                          |
| 5月21日  | トゥルー・ラブストーリー ボーカルコレクション Vol.2 バラード&デュエット | 広瀬のぞみ（藤野かほる）                      | 「ブランコのうた」  | ゲーム『トゥルー・ラブストーリー』関連曲 |
| 5月21日  | トゥルー・ラブストーリー ボーカルコレクション Vol.2 バラード&デュエット | みさき（西村ちなみ）&広瀬のぞみ（藤野かほる） | 「告白」            | ゲーム『トゥルー・ラブストーリー』関連曲 |

### ユニットメンバー
1. ↑  椎名へきる、手塚ちはる、藤野かほる、矢沢ゆめる